# 嚴華
嚴 華（イム・ワー（広東語音転記）、イェン・ホワ（もしくはヤン・ホア、ヤン・ファなど、普通話転記）、日本常用漢字：厳 華、中国語簡体字：严 华、Hua Yan、Yan Hua）は、中国出身のスタントマン、武術指導、アクションコレオグラファー。
ドニー・イェンがアクション監督を務める際の「甄家班（イェン・アクションチーム）」の固定メンバーの1人。チームのまとめ役でもあり、ドニーアクションを多方面から支える中心人物である。シンガポール在住。

## 来歴
1970年11月23日、河南省平頂山市に生まれる。6歳の時に中国国家武術隊に加入。9歳になると、河南省体育運動技術学院（現：河南省体育運動学校）に選抜され、武術トレーニングクラスにおいて11年間、武術の訓練を積む。各種兵器の扱いに優れ、1987年全国武術大会において九節鞭の部で優勝、同年の全国太極拳大会で優勝した。
1990年に河南省体育運動技術学院を卒業すると、厳はシンガポール人の友人に推薦され、メディアコープが制作するドラマに出演した。その後、シンガポールで10年間キャリアを積み、『蓮花争霸』『真命小和尚』などのドラマに多数出演するとともに、スタントマンのみならずアクション設計の仕事に携わるようになった。
1990年代に入ると香港の武侠映画が人気を博するようになり、『チャイニーズ・ファイター／天空伝説（原題：六指琴魔）』（1994年 香港）、『秦王李世民（原題）』（2005年 中国）など、多くのテレビドラマで武術指導を務めた。厳は活動の中心をシンガポールから、中国や香港で制作される映画・ドラマのアクション設計に移し始めた。
2003年にドニー・イェンが監督とアクション監督を兼任した『ツインズ・エフェクト』（原題：千機変）にスタントマンとして参加。以来、彼の下でスタントダブルや武術指導を受け持つことになる。
本来は中国の伝統的武術家であったため、近代格闘技についてそれほど造詣が深くなかったが、ドニー・イェンが『SPL/狼よ静かに死ね』や『導火線 FLASH POINT』で総合格闘技を取り入れるに際し、資料を取り寄せコーチについてともに訓練を重ねたという。
やがて「甄家班（イェン・アクションチーム）」の固定メンバーとして中国人スタントチームのまとめ役を担うようになり、「内トラ」（身内エキストラの略、スタッフが俳優として出演することの用語）として何本もの作品に出演。近年はドニー・イェンが出演するCMにおいて動きをつける機会も増え、2011年に発表されたネットゲーム「大唐无双（大唐無双）」のテレビCMにおいてすべてのキャラクターの武術指導を担当。同年中国大陸で放送された「芬必得」のCMでは武術指導をするとともに出演をした。また、「甄家班」として長年一緒に働いてきた谷垣健治がアクション監督を担当する日本映画『カムイ外伝』（2009年）にも参加している。
2014年に公開されたドニー・イェン主演の『カンフー・ジャングル』においては、アクション監督ドニー・イェン、武術指導ユン・ブン、トン・ワイといったアクション界の重鎮とともに動作設計に名を連ね、第34回香港電影金像奨の最優秀アクション設計賞を受賞。
2018年公開のチアン・ウェン監督作『邪不圧正（原題）』により、台湾の第55回金馬奨でも連名ながら最優秀アクション設計賞を獲得した。

## 武術指導作品
- 2004年

　　『ツインローズ』（兼スタント）
- 2005年

　　『SPL/狼よ静かに死ね』（兼スタントダブル）

　　『かちこみ!ドラゴン・タイガー・ゲート』（兼スタントダブル）
- 2006年

　　『アレックス・ライダー』（兼スタントダブル）
- 2007年

　　『導火線 FLASH POINT』（兼スタントダブル）
- 2009年

　　『孫文の義士団』
- 2010年

　　『未来警察 Future X-cops』 

　　 「霸王凉茶」CM（ドニー・イェン出演）

　　『レジェンド・オブ・フィスト 怒りの鉄拳』（兼スタントダブル）
- 2011年

　　「大唐無双」CM（ドニー・イェン出演）

　　『三国志英傑伝 関羽 』

　　 「芬必得」CM （ドニー・イェン主演 兼 出演）

　　『捜査官X』
- 2013年

　　『スペシャルID 特殊身分 』

　　 「超威電池」CM（ドニー・イェン出演）
- 2014年

　　『モンキー・マジック 孫悟空誕生』 

　　『アイスマン』 

　　『カンフー・ジャングル』
- 2016年

　　『グレートウォール』（ノン・クレジット）
- 2017年

　　『追龍（原題）』
- 2018年

　　『邪不圧正（原題）』

　　『冰封俠：時空行者（原題）』（アクション監督）
- 2019年

　　『流浪地球（原題）』（アクション監督）
- 2020年

　　『燃えよデブゴン TOKYO MISSION』（原題：肥龍過江、日本公開2021年1月）（アクション監督 兼 出演）

## 主な出演作品
- 2003年

　　『ツインズ・エフェクト』（スタント）

　　『鬼武者3』 （PlayStation 2用ゲーム）OPムービー（金城武のモーションキャプチャーを担当）
- 2005年

　　『SPL/狼よ静かに死ね』（ポー配下のチンピラ）
- 2006年

　　『かちこみ!ドラゴン・タイガー・ゲート』（ダブルデビルの1人、三節棍の男）
- 2009年

　　『カムイ外伝』（森でカムイを襲う忍の1人）
- 2011年

　　『捜査官X』（七十二地刹の刺客）
- 2013年

　　『スペシャルID 特殊身分』（大声のファー）
- 2014年

　　『アイスマン』（警官隊の1人）

　　『モンキー・マジック 孫悟空誕生』（南天門を守る諸神の1人）

　　『カンフー・ジャングル』（看守の1人）
- 2020年

　　『燃えよデブゴン TOKYO MISSION』（銀行強盗団のリーダー）

## 主な受賞歴
- 2015年 第34回香港電影金像奨　最佳動作設計『カンフー・ジャングル』
- 2018年 第55回金馬奨　最佳動作設計『邪不圧正（原題）』